# Suối Schwabing

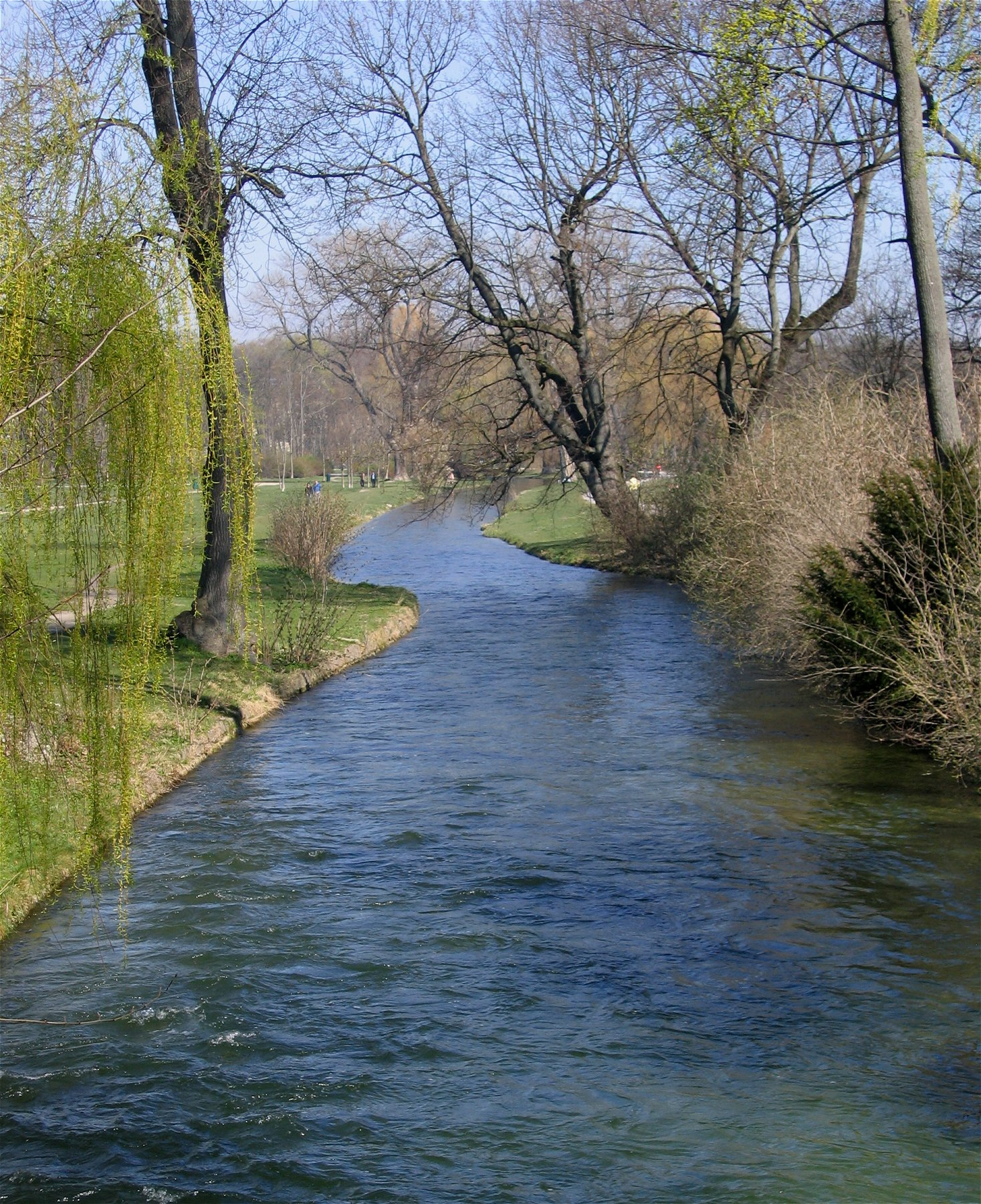
Schwabinger Bach, Nhìn về phía Bắc

Schwabinger Bach là dòng suối nằm ngoài cùng bên phía Tây của Vườn Anh. Nó bắt đầu từ đường Von-der-Tann-Straße và là đoạn tiếp nối của Köglmühlbach, một dòng suối mà hầu như chỉ chạy dưới mặt đất thuộc những dòng suối trong phố München, đụng với suối Eisbach tại một thác nhân tạo, rồi chạy ngang cánh đồng Schönfeld (Schönfeldwiese), mà được biết tới là khu vực cho ở chuồng tại vườn Anh. Sau khi Entenbach nhập vào, nó chạy theo phía Tây của vườn Anh bọc quanh hồ Kleinhesseloher. Tại Nordfriedhof kinh đào Nymphenburg-Biedersteiner cũng nhập vào. Tại Aumeister nó lại chia ra thành Schwabinger Bach và Mühlbach, cả hai chạy dọc theo sông và chảy vào sông Isar gần Garching bei München.

## Hình ảnh

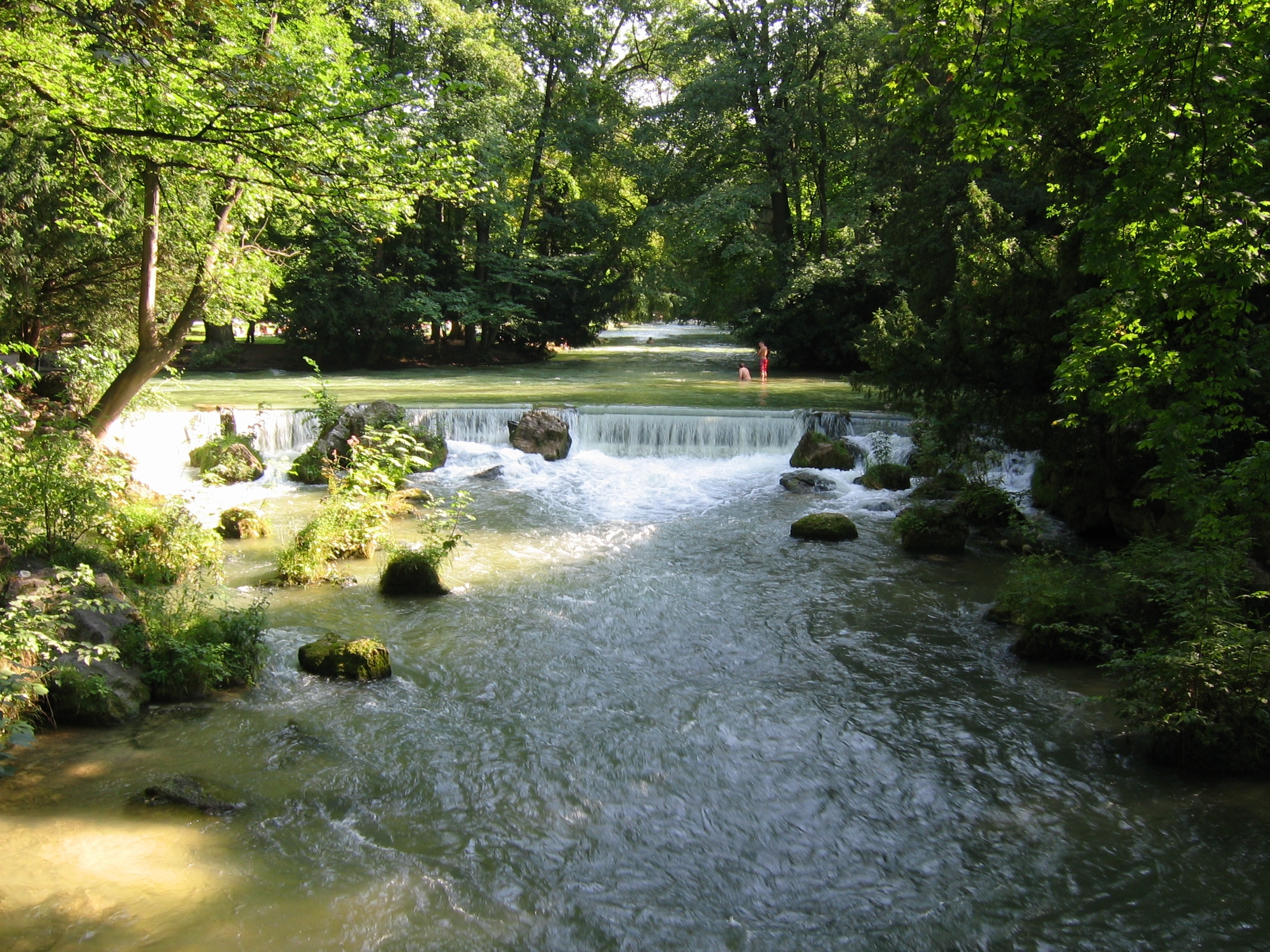
Eisbach và Schwabinger Bach
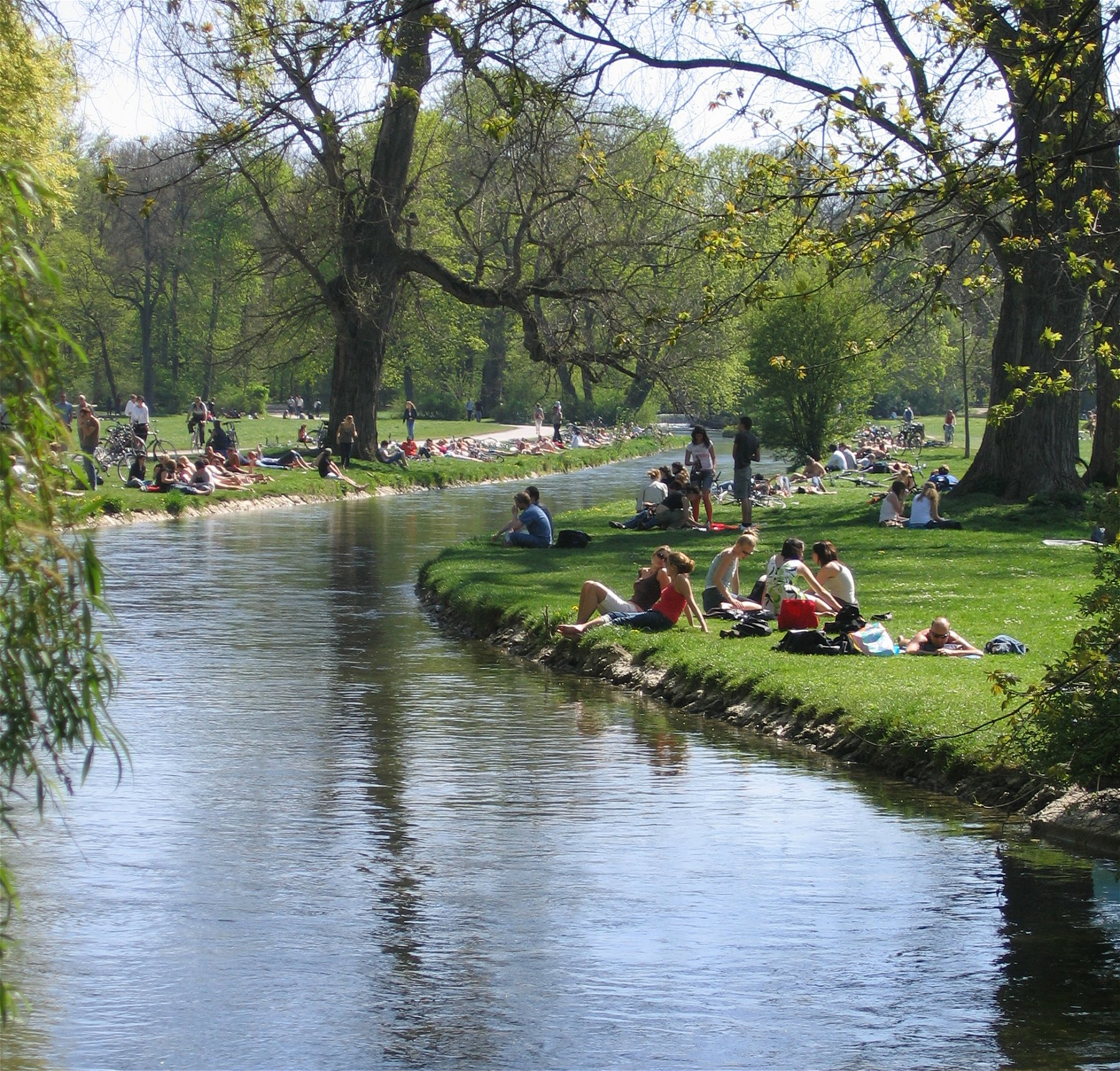
Schwabinger Bach, nhìn về phía Nam
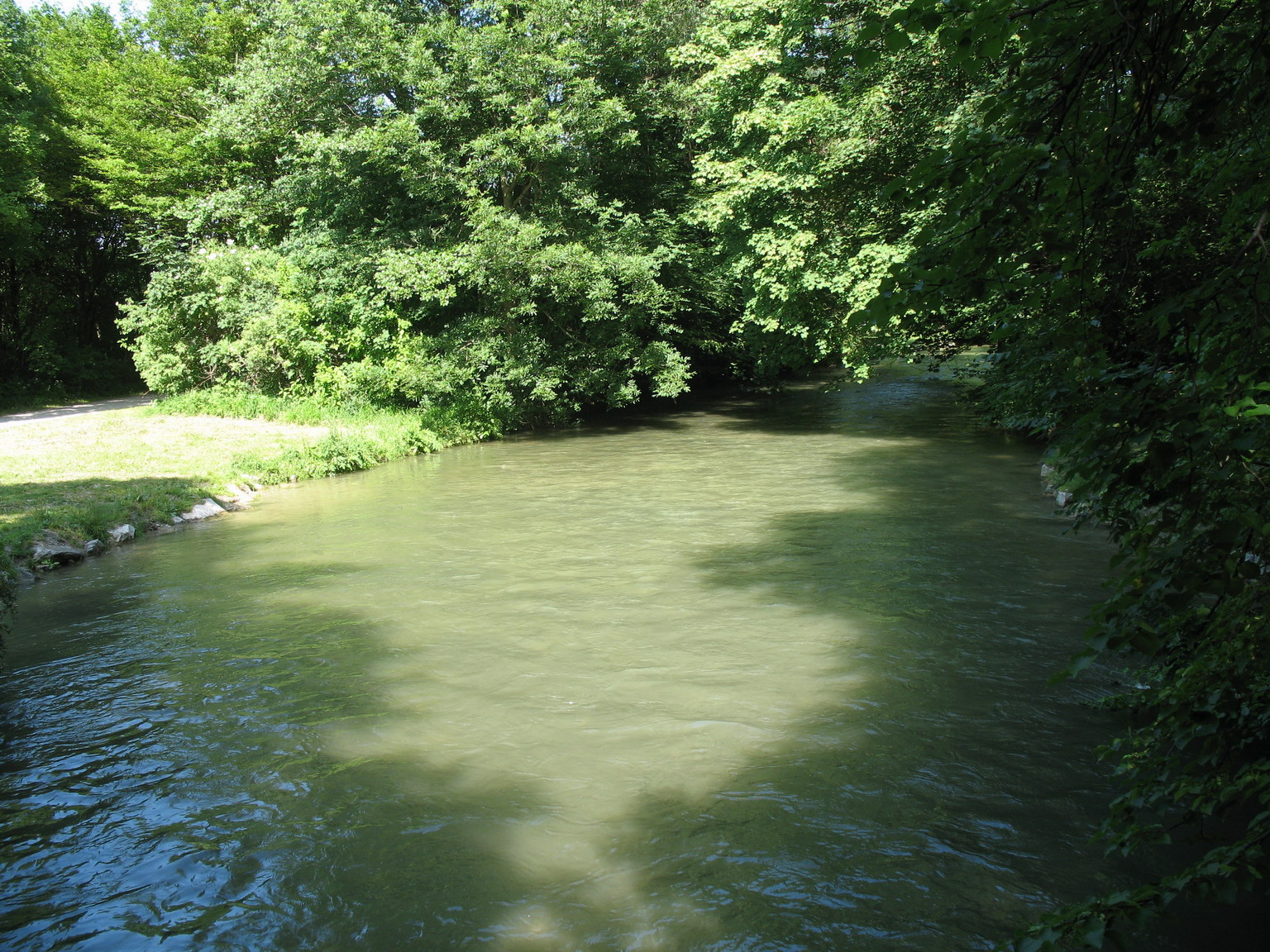
Schwabinger Bach ở Hirschau
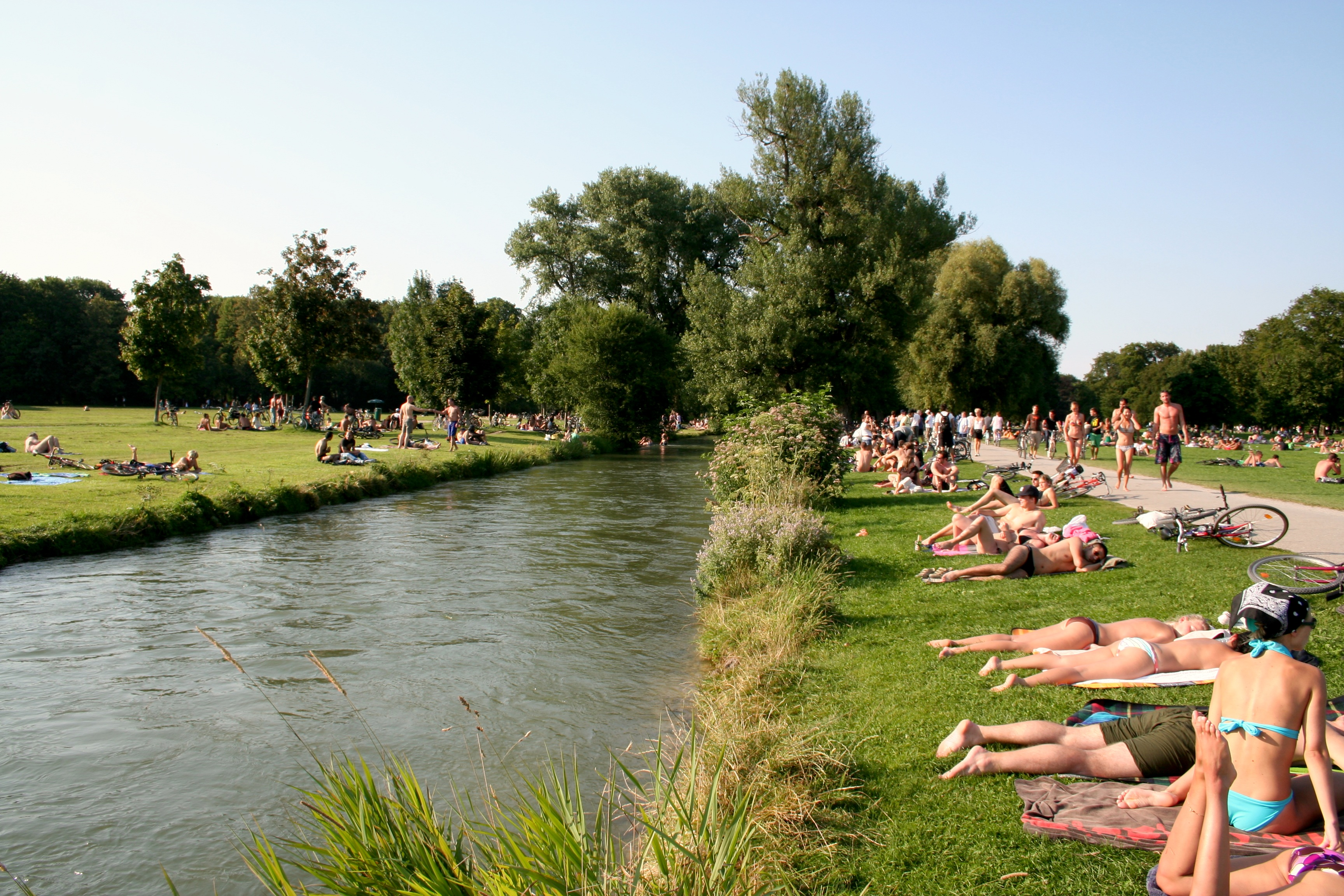
Schwabinger Bach vào mùa hè

## Sách báo
- Christine Rädlinger, Stadtarchiv München (Hrsg.): Geschichte der Münchner Stadtbäche. Verlag Franz Schiermeier, München 2004, ISBN 978-3-9809147-2-7.
- Franz Schiermeier: Münchner Stadtbäche. Reiseführer zu den Lebensadern einer Stadt. Verlag Franz Schiermeier, München 2010, ISBN 978-3-9813190-9-5.